# HMS Highlander (H44)
Pour les articles homonymes, voir Highlander et H44.
Le HMS Highlander (H44) était un destroyer de classe H qui avait été commandé à l'origine par la marine brésilienne sous le nom de Jaguaribe à la fin des années 1930, mais qui a été acheté par la Royal Navy après le début de la Seconde Guerre mondiale en septembre 1939 et plus tard renommé. Une fois achevé en mars 1940, il est affecté à la 9e flottille de destroyers de la Home Fleet. Le navire est affecté à des fonctions d'escorte de convois en juin avec le Western Approaches Command, et coule un sous-marin allemand (u-boot) en octobre. Le Highlander est transféré à Freetown, en Sierra Leone, à la mi-1941 pour escorter des convois au large de l'Afrique de l'Ouest, mais il retourne au Royaume-Uni en août. Il devient leader de flottille du groupe d'escorte B-4 de la Mid-Ocean Escort Force au début de 1942 et continue d'escorter des convois dans l'Atlantique Nord pendant le reste de la guerre. Le navire devient un navire cible après la fin de la guerre et est vendu à la ferraille au milieu de l'année 1946.

## Description
Le Highlander déplaçait 1 350 tonnes longues (1 370 tonnes (t)) à charge normale et 1 883 tonnes longues (1 913 t) à charge pleine. Il avait une longueur hors-tout de 98,5 m, une largeur de 10,1 m et un tirant d'eau de 3,8 m. Il était propulsé par deux turbines à vapeur à engrenages Parsons, entraînant deux arbres, qui développaient une puissance totale de 34 000 chevaux-vapeur (25 000 kW) et donnaient une vitesse maximale de 36 nœuds (67 km/h). La vapeur pour les turbines était fournie par trois chaudières à trois tambours Admiralty. Le Havelock transportait un maximum de 470 tonnes longues (480 t) de fuel, ce qui lui donnait une autonomie de 5 530 milles nautiques (10 240 km) à 15 nœuds (28 km/h). Son effectif était de 152 officiers et membres d'équipage.
Le navire était équipé de quatre canons Mark IX de 4,7 pouces (120 mm) de calibre 45  montés sur des supports simples, désignés "A", "B", "X" et "Y" de l'avant à l'arrière, mais le canon "Y" a été retiré pour compenser les charges de profondeur supplémentaires ajoutées. Pour la défense anti-aérienne (AA), le Havelock avait deux supports quadruples Mark I pour la mitrailleuse Vickers Mark III de 0,5 pouce. Il était équipé de deux supports quadruples de tubes lance-torpilles au-dessus de l'eau pour des torpilles de 21 pouces (533 mm). Un rail de grenades sous-marines et deux lanceurs étaient installés ; 20 grenades sous-marines étaient initialement transportées, mais ce nombre a été porté à trois jeux de rails et huit lanceurs pendant l'armement. La charge de grenades sous-marines du navire est également passée de 20 à 110,.
Le Highlander a été achevé sans sa tour de contrôle directeur (director-control tower - DCT), de sorte que les trois canons à faible angle de tir de 4,7 pouces restants ont tiré en contrôle local en utilisant les distances fournies par un télémètre. Il était équipé d'un ASDIC réglé pour détecter les sous-marins par la réflexion des ondes sonores projetées dans l'eau.

### Modifications en temps de guerre
Peu de données sur les modifications apportées au Highlander pendant la guerre ont survécu à nos jours, bien que l'on sache que ses tubes lance-torpilles arrière ont été remplacés par un canon antiaérien de 12 livres en octobre 1940.L'armement anti-aérien à courte portée du navire a ensuite été renforcé par deux canons Oerlikon de 20 mm sur les ailes du pont du navire et les supports de mitrailleuses de calibre 50 ont été remplacés par une paire d'Oerlikon. Il n'est pas certain que la tour de contrôle directeur du navire ait été installée avant qu'un radar d'indication de cible de type 271 soit installé au-dessus de la passerelle. À un moment donné, le navire a été transformé en destroyer d'escorte. Le canon "A" a été remplacé par un mortier anti-sous-marin Hedgehog et le canon de 12 livres à grand angle a été remplacé par un logement supplémentaire pour les grenades sous-marines. Un radar de recherche de surface à courte portée de type 286 a été installé et l'installation HF/DF a été déplacée vers le mât principal.

## Histoire
Il a été initialement commandé sous le nom de Jaguaribe le 16 décembre 1937 par la marine brésilienne. Le navire a été mis sur cale par le chantier naval John I. Thornycroft & Company à Woolston,  dans le Hampshire, le 28 septembre 1938 et a été acheté par les Britanniques le 5 septembre 1939 après le début de la Seconde Guerre mondiale. Rebaptisé HMS Highlander, il est lancé le 16 octobre et mis en service le 18 mars 1940. Après avoir été mis en service au port de Portland, il est affecté à la 9e flottille de destroyers de la Home Fleet et commence son service d'escorte le 11 avril. Six jours plus tard, le navire s'échoue dans les îles Shetland et est modérément endommagé. Remis à flot, le Highlander est réparé à Hull entre le 20 avril et le 19 mai. Il escorte le croiseur de bataille Renown jusqu'à Scapa Flow où il arrive le 24 mai. La flottille a été transférée au Western Approaches Command à la mi-juin et le Highlander a sauvé les survivants du croiseur marchand armé Scotstoun torpillé en route vers Plymouth. Plus tard dans le mois, le navire a escorté des navires évacuant les troupes alliées des ports français sur la côte atlantique (Opération Aerial).
Le Highlander rejoint ensuite la 9e flottille de destroyers pour escorter des convois jusqu'en janvier 1941. Pendant cette période, il est brièvement remis en état à la mi-juillet avec un canon anti-aérien de 12 livres remplaçant son ensemble arrière de tubes lance-torpilles et, avec son navire-jumeau (sister ship) Harvester, le navire coule le sous-marin allemand U-32 le 30 octobre. Le 1er décembre, il escorte le destroyer canadien HMCS Saguenay torpillé à Barrow-in-Furness pour des réparations. Le Highlander entreprend un long carénage au chantier naval de Hawthorn Leslie à Hebburn du 30 janvier au 23 mars 1941. Une fois le carénage terminé, le navire est brièvement affecté à la Force H à Gibraltar, avant de poursuivre sa route vers Freetown pour y entreprendre des tâches d'escorte avec la 18e flottille de destroyers. Il y est resté jusqu'en août, date à laquelle il a été transféré à Londonderry, où il a ensuite été affecté au 28e groupe d'escorte du Western Approaches Command.
Le Highlander est rééquipé et réarmé du 2 février au 18 mars 1942 à Tilbury. Il devient le leader de flottille du groupe d'escorte B4 et est affecté à la Mid-Ocean Escort Force lorsque sa remise en état est terminée. Le navire et ses consorts escortent le convoi SC 122 pendant la plus grande bataille de convois de la guerre en mars 1943; le Highlander est attaqué sans succès par les U-441 et U-608 pendant la bataille. Le navire subit une révision complète à Troon du 28 décembre au 12 avril 1944 qui est prolongée lorsqu'il est endommagé dans une collision avec un remorqueur. Une fois la révision terminée, il rejoint son groupe et y reste jusqu'en septembre où il est transféré au groupe d'escorte B2 dont il devient le leader de flottille. Le Highlander a écrasé sa proue le 15 avril 1945 lorsqu'il a heurté de la glace; il a dû être remorqué à Bay Bulls, à Terre-Neuve, pour des réparations temporaires. Il a reçu des réparations permanentes à Saint-Jean de Terre-Neuve, ville voisine, du 17 avril au 24 juillet. Le navire a atteint Portsmouth cinq jours plus tard et s'est ensuite rendu à Rosyth pour servir de navire cible pour les avions. Le Highlander a été placé en réserve de catégorie C le 19 janvier 1946 et sa mise au rebut a été approuvée le 19 février 1946. Il a été vendu le 27 mai, mais la démolition n'a pas commencé avant mai 1947.

### Source
- (en) Cet article est partiellement ou en totalité issu de l’article de Wikipédia en anglais intitulé « HMS Highlander (H44) » (voir la liste des auteurs).